# Yep (casa discografica)
La Yep è stata una casa discografica italiana, attiva tra il 1974 e i primi anni novanta.

## Storia
La Yep venne fondata nel 1974 dai fratelli Franco ed Elio Palumbo, tarantini; Elio aveva lavorato per parecchio tempo in Rai (anche al programma Il musichiere) e in seguito come manager di vari artisti, tra cui Mino Reitano.
La sede dell'etichetta fu stabilita a Roma; come arrangiatore fu chiamato Italo Cammarota, musicista con molta esperienza nell'orchestra della Rai.
La Yep si caratterizzò subito per l'attenzione alla musica leggera melodica che, di fatto, fu l'unico genere in cui si specializzò, con complessi come i Santo California (a cui si deve il maggior successo della casa discografica con il brano Tornerò) e il quintetto I Romans, oltre che con il duo Juli & Julie, formato dalla cantante siciliana Angela Cracchiolo (che in precedenza aveva assunto il nome d'arte di Angela Bini) e Giulio Todrani, il padre di Giorgia (che debutta discograficamente proprio con questa etichetta nel 1979 in duetto con Cristina Montefiori in Chiamatemi Andrea).
Nel decennio successivo, pur essendo in fase calante, l'etichetta riuscì ancora a lanciare nomi come Flavia Fortunato e Jo Chiarello.
Per la distribuzione l'etichetta si appoggiò a varie etichette maggiori, tra cui la Dischi Ricordi e la Polygram.
La Yep cessò le attività negli anni novanta.

## Dischi
La datazione qui riportata si basa sull'etichetta del disco o sulla copertina; qualora nessuno di questi elementi abbia una datazione, è basata sulla numerazione del catalogo; talora è, infine, basata sul codice della matrice di stampa. Se esistenti, sono riportati, oltre all'anno, il mese e il giorno (quest'ultimo dato si trova, a volte, stampato sul vinile).

### 33 giri
| Numero di catalogo | Anno | Interprete                      | Titoli                              |
| ------------------ | ---- | ------------------------------- | ----------------------------------- |
| 00444              | 1974 | Roberto Fogu e Marcello Ramoino | Prostituzione                       |
| 00446              | 1974 | Santo California                | Se davvero mi vuoi bene...tornerò   |
| 00447              | 1974 | Antonio Caprio                  | Riflessioni                         |
| 00448              | 1975 | Juli & Julie                    | Una storia d'amore                  |
| 004410             | 1975 | Santo California                | Un angelo                           |
| 004414             | 1976 | Santo California                | Hits in the world                   |
| 004415             | 1977 | Juli & Julie                    | Liti d'amore                        |
| 7023 Y6001         | 1978 | Various                         | Erotheque                           |
| 004417             | 1978 | Paco Andorra                    | From Up Here...I've Got the World   |
| 004419             | 1979 | Santo California                | Venus serenade                      |
| 004420             | 1979 | Juli & Julie                    | Nell'azzurro, domani... una rondine |
| 004426             | 1980 | Dario Sebastiani                | Senza colore                        |
| 004427             | 1980 | Santo California                | Ti perdono amore mio                |
| 5396 339           | 1983 | Massimo Bizzarri                | Gocce di vita                       |
| YLP 11             | 1986 | Laura Troschel                  | Laura Troschel                      |
| YLP 12             | 1989 | Jo Chiarello                    | Io e il cielo                       |
| YLP 17             | 1989 | Gianni Dei                      | Inflazione amerikana                |

### 45 giri
| Numero di catalogo | Anno             | Interprete                      | Titoli                                        |
| ------------------ | ---------------- | ------------------------------- | --------------------------------------------- |
| 00444              | 1974             | Roberto Fogu e Marcello Ramoino | Vial della solitudine/Prostituzione           |
| 00661              | 1974             | Ira Ferri                       | Farfalla/Per un po' di libertà                |
| 00663              | 1974             | Santo California                | Tornerò/Se davvero mi vuoi bene               |
| 00664              | 1974             | Santo California                | Fenesta vascia/Un prato per noi due           |
| 00666              | 1975             | Juli & Julie                    | Una storia d'amore/Notte d'estate             |
| 00667              | 1975             | Gipsy                           | Fiore blu/Un angelo sei tu                    |
| 00668              | 1975             | Antonio Caprio                  | Abat-jour (Salomé)/Ragazzo mio sognatore      |
| 00669              | 1975             | Santo California                | Un angelo/Torno a settembre                   |
| 00670              | 1975             | Silvano Polidori                | Senza pudore/La mantenuta                     |
| 00671              | 27 febbraio 1976 | I Dolci Pensieri                | E' l'età/Silvia e poi...                      |
| 00673              | 1976             | Giacomo Simonelli               | L'amore/Povero piccolo amore mio              |
| 00675              | 1976             | Santo California                | Dolce amore mio/Lei dorme già                 |
| 00676              | 1976             | Juli & Julie                    | Amore mio perdonami/Stare qui                 |
| 00678              | 1976             | Suan                            | Donna Libera/Donna Libera (vers. strumentale) |
| 00679              | 1976             | Santo California                | Ave Maria no no/I tuoi occhi sorridenti       |
| 00680              | 1976             | I Romans                        | Coniglietto/Vorrei averti vicino              |
| 00681              | 1976             | Juli & Julie                    | Poesie d'amore/Ciao                           |
| 00683              | 1977             | Santo California                | Monica/Soli io e te                           |
| 00685              | 1977             | Juli & Julie                    | Noi due e l'amore/Liti d'amore                |
| 00688              | 1977             | Paco Andorra                    | Senso/Lei mi amerà                            |
| 00689              | 20 gennaio 1977  | I Domodossola                   | Dolce così/Piangerai, piangerò                |
| 00690              | 1977             | Santo California                | Gabbiano/Io qualche anno in più               |
| 00691              | 1977             | Franco Tortora                  | Aspetterò/Che donna è lei                     |
| 00692              | 1977             | Manuel Santos                   | Aria di festa/Un po' d'amore                  |
| 00694              | 21 febbraio 1977 | I Domodossola                   | 18 Luglio/Tu                                  |
| 00695              | 1977             | Stella Carnacina                | Rosso sera/Il giorno dell'amore               |
| 00696              | 1977             | Juli & Julie                    | Rondine/Eppure ti amo                         |
| 00697              | 1978             | Cocktail Naïf                   | Love Concert/I Love                           |
| 00699              | 1978             | Franco Tortora                  | Piccola dea/Verde età                         |
| 00700              | 1978             | Santo California                | Manuela, amore/Piange                         |
| 00701              | 1978             | Silvano Polidori                | Senza pudore/La mantenuta                     |
| 00702              | 1978             | Accademia Bruzia                | La canzone dell'amore/Insieme balleremo       |
| 00703              | 1978             | I Romans                        | Romantica Lisa/Squadra speciale               |
| 00705              | 1978             | Pino Crucitti                   | III B/Io vado via                             |
| 00708              | 1978             | Paco Andorra                    | Come with Us Friend/Sitting Bull              |
| 00712              | 1979             | Santo California                | Venezia/Venus serenade                        |
| 00715              | 1979             | Cristina Montefiori e Giorgia   | Chiamatemi Andrea/Rocky blu                   |
| 00716              | 1979             | Accademia Bruzia                | Un minuto/Spots                               |
| 00719              | 1979             | Santo California                | Butterfly 2000/Il giorno più bello            |
| 00720              | 1979             | Juli & Julie                    | Perdermi/Walkie talkie                        |
| 00722              | 1979             | Paco Andorra                    | Shoes in Love/Come with Us Friend             |
| 00725              | 1979             | Juli & Julie                    | Perdermi/Gioca                                |
| 00726              | 1980             | Paolo Riviera                   | Cavallo bianco/Pianeta anima                  |
| 00729              | 1980             | Corin Chelli                    | Andiamo/Blu di velluto                        |
| 00730              | 29 aprile 1980   | I Mach                          | Tornare/Acido Tiranno                         |
| 00734              | 1980             | I Naif                          | L'aquilone volò via/Sentivo io                |
| 00736              | 1980             | Santo California                | Ti perdono amore mio/Il giorno più bello      |
| 00738              | 1981             | Julie                           | Ricominciare/Ti parlerò                       |
| 00739              | 1981             | Lando Buzzanca                  | Ma che sei stata tu/Canzone contro            |
| 00741              | 1981             | Odissee                         | Un po' di più/Se poi lui                      |
| 5390 747           | 1982             | Julie                           | Cuore bandito/Un'isola                        |
| 5390 748           | 1982             | Santo California                | Amore fragile/Ciao e non addio                |
| 5390 752           | 1982             | Ambra                           | Compagno di scuola/Sai che farei              |
| 5390 758           | 1982             | Flavia Fortunato                | L'amore è/Non piangerò                        |
| 5390 760           | 1983             | Flavia Fortunato                | Casco blu/Promessa d'amore                    |
| 5390 761           | 1983             | Santo California                | Lassù/Dove sei                                |
| 5390 762           | 1983             | Flavia Fortunato                | Rincontrarsi/Se tu vuoi                       |
| ZBYE 7352          | 1984             | Santo California                | Maledetto cuore/Per te                        |
| ZBYE 7353          | 1984             | Flavia Fortunato                | Aspettami ogni sera/Stella di chi             |
| ZBYE 7354          | 1984             | Any Way                         | I believe/Loving you                          |
| ZBYE 7369          | 1984             | Anna Dicerto                    | Da soli noi/Io con te                         |
| ZBYE 7416          | 1985             | Stefano Borgia                  | Se ti senti veramente un amico/Giovani        |
| YNP 993            | 1987             | Flavia Fortunato                | Canto per te/Attimo blu                       |
| YNP 995            | 1988             | Mino Reitano                    | Italia/Italia (strumentale)                   |
| YNP 997            | 1989             | Jo Chiarello                    | Io e il cielo/Come nasce un nuovo amore       |
| YNP 998            | 1989             | I Nuovi Angeli                  | Bella questa storia/Uno strano carnevale      |